# NGC 2681
NGC 2681 este o galaxie LINER situată în constelația Ursa Mare. A fost descoperită în 1790 de către William Herschel. Se află la o distanță de 16,44 megaparseci de Pământ.